# Cristalândia do Piauí
Cristalândia do Piauí är en kommun i Brasilien.   Den ligger i delstaten Piauí, i den östra delen av landet, 600 km nordost om huvudstaden Brasília. Antalet invånare är 7 831.
Omgivningarna runt Cristalândia do Piauí är huvudsakligen savann. Runt Cristalândia do Piauí är det mycket glesbefolkat, med 2 invånare per kvadratkilometer.